# Woiwodschaft Biała Podlaska
Die Woiwodschaft Bielsko Podlaske war eine Verwaltungseinheit im Osten Polens und entstand im Juni 1995 aus der aufgelösten, seit 1945 bestehenden Woiwodschaft Lublin. Ihre Hauptstadt war Biała Podlaska. Durch die Gebietsreform wurde sie Ende 1998 aufgelöst und Anfang 1999 größtenteils in die Woiwodschaft Lublin übernommen.

## Lage und Geografie
Die Woiwodschaft umfasste eine Fläche von 5.347,52 km² (1986) und grenzt im Südosten an die Woiwodschaften Chełm (61 km), im Südwesten an Lublin (80), im Westen an Siedlce (129), und im Norden an Białystok (48). Im Osten hatte die Woiwodschaft mit der UdSSR eine gemeinsame Grenze über 141 km (Belorussische SSR).
Der nördlichste Punkt der Woiwodschaft befand sich in der Gemeinde Sarnaki (52°24' nördlicher Breite), der südlichste in der Stadt Parczew (51°32' n. Br.). Der westlichste Punkt befand sich in der Gemeinde Ulan-Majorat (22°21' östlicher Länge), der östlichste Punkt unter 23°39' ö.L. in der Grenzgemeinde Koden.

## Herkunft und Verbleib der Gemeinden
Die Woiwodschaft Biała Podlaska entstand im Mai 1975 aus der aufgelösten Woiwodschaft Lublin (województwo lubelskie) und zwar aus den Kreisen Biala (powiat bialski, alle 13 Gemeinden), Radzyn (pow. radzyński, 9 der 13 Gemeinden), Parczew (pow. parczewski, 6 der 8 Gemeinden), Wlodawa (pow. włodawski, 5 von 12 Gemeinden) und Łukow (pow. łukowski, 1 von 12 Gemeinden). Hinzu kamen noch 7 der 9 Gemeinden aus dem Kreis Łosice (pow. łosicki) von der Woiwodschaft Warschau (województwo warszawskie).

Insgesamt zählte die Woiwodschaft zu Beginn 6 Städte (miast) und 35 Landgemeinden (gminy).

Im Jahre 1999 wurden alle Gemeinden in die 1945 wieder erschaffene Woiwodschaft Lublin (woj. lubelskie) übernommen. Die sechs Gemeinden des Kreises  Łosice (Huszlew, Olszanka, Platerów, Sarnaki u. Stara Kornica sowie die Kreisstadt) kamen zur Woiwodschaft Masowien (województwo mazowieckie).

## Bevölkerung

### Bevölkerungsstand am Jahresende (Bevölkerungsfortschreibung)
Zahlen in Tausend
| 1975 | 280,4 | 1983 | 293,7 | 1991 | 306,2 |
| 1976 | 280,7 | 1984 | 295,6 | 1992 | 308,5 |
| 1977 | 281,6 | 1985 | 297,9 | 1993 | 309,0 |
| 1978 | 283,9 | 1986 | 299,7 | 1994 | 309,7 |
| 1979 | 285,3 | 1987 | 301,0 | 1995 | 309,5 |
| 1980 | 286,4 | 1988 | 303,5 | 1996 | 309,3 |
| 1981 | 288,2 | 1989 | 304,5 | 1997 | 309,0 |
| 1982 | 290,4 | 1990 | 305,3 | 1998 | 309,2 |

### Bevölkerungsstand (in Tausend) an den Volkszählungstagen
| Zähltag    | Gesamt-     | Bevölkerungs-       | männlich  | weiblich | Anteil in % | Anteil in % | Frauen rate* |
| Zähltag    | bevölkerung | dichte (Ew. je km²) | städtisch | weiblich | ländlich    |             | Frauen rate* |
| ---------- | ----------- | ------------------- | --------- | -------- | ----------- | ----------- | ------------ |
| 7 XII 1978 | 283,8       | 53,1                | 139,6     | 144,2    | 27,7        | 72,3        | 103,3        |
| 8 XII 1984 | 296,0       | 55,3                | 146,8     | 149,2    | 31,3        | 68,7        | 101,7        |
| 7 XII 1988 | 303,5       | 56,8                | 150,1     | 153,4    | 34,8        | 65,2        | 102,2        |

* Anzahl der Frauen, die rechnerisch auf 100 Männer kommen

### Die Städte (miast)
| Stadt               | Einwohnerzahl (Ende 1998) | Fläche (km²) | Dichte (Ew/km²) |
| ------------------- | ------------------------- | ------------ | --------------- |
| Biała Podlaska      | 59.047                    | 48,96        | 1.206,0         |
| Łosice              | 7.205                     | 23,64        | 304,8           |
| Międzyrzec Podlaski | 18.274                    | 20,63        | 885,7           |
| Parczew             | 11.090                    | 8,08         | 1.372,5         |
| Radzyń Podlaski     | 16.852                    | 19,29        | 873,6           |
| Terespol            | 6.002                     | 10,20        | 588,4           |

### Die (Land-)Gemeinden (gminy)
| Gemeinde (Gminy)      | Fläche | Einwohner |                 | Gemeinde | Fläche | Einwohner |
| --------------------- | ------ | --------- | --------------- | -------- | ------ | --------- |
| Biała Podlaska        | 325,21 | 11.380    | Parczew         | 138,15   | 4.712  |           |
| Czemierniki           | 107,71 | 4.896     | Piszczac        | 169,92   | 7.839  |           |
| Dębowa Kłoda          | 188,29 | 4.128     | Platerów        | 128,97   | 5.330  |           |
| Drelów                | 228,03 | 5.905     | Podedwórze      | 107,20   | 2.091  |           |
| Hanna                 | 139,02 | 3.553     | Radzyń Podlaski | 155,17   | 8.066  |           |
| Huszlew               | 117,61 | 3.276     | Rokitno         | 140,82   | 3.519  |           |
| Jabłoń                | 110,98 | 4.525     | Rossosz         | 76,12    | 2.566  |           |
| Janów Podlaski        | 135,00 | 5.836     | Sarnaki         | 197,30   | 5.731  |           |
| Kąkolewnica Wschodnia | 147,71 | 8.895     | Siemień         | 110,93   | 5.228  |           |
| Kodeń                 | 150,33 | 4.457     | Sławatycze      | 71,71    | 2.826  |           |
| Komarówka Podlaska    | 137,56 | 5.229     | Sosnówka        | 148,43   | 3.018  |           |
| Konstantynów          | 87,06  | 4.146     | Stara Kornica   | 119,33   | 5.398  |           |
| Leśna Podlaska        | 97,69  | 4.710     | Terespol        | 141,31   | 7.374  |           |
| Łomazy                | 200,43 | 5.867     | Tuczna          | 170,37   | 3.909  |           |
| Łosice                | 97,58  | 4.401     | Ulan-Majorat    | 107,77   | 6.303  |           |
| Międzyrzec Podlaski   | 260,70 | 10.405    | Wisznice        | 173,00   | 5.668  |           |
| Milanów               | 116,64 | 4.474     | Wohyń           | 178,17   | 7.719  |           |
| Olszanka              | 87,34  | 3.589     | Zalesie         | 147,16   | 4.614  |           |